# Sarracenia leucophylla
Sarracenia leucophylla este o specie de plante carnivore din genul Sarracenia, familia Sarraceniaceae, ordinul Ericales, descrisă de Constantine Samuel Rafinesque. A fost clasificată de IUCN ca specie vulnerabilă. Conform Catalogue of Life specia Sarracenia leucophylla nu are subspecii cunoscute.

## Galerie de imagini

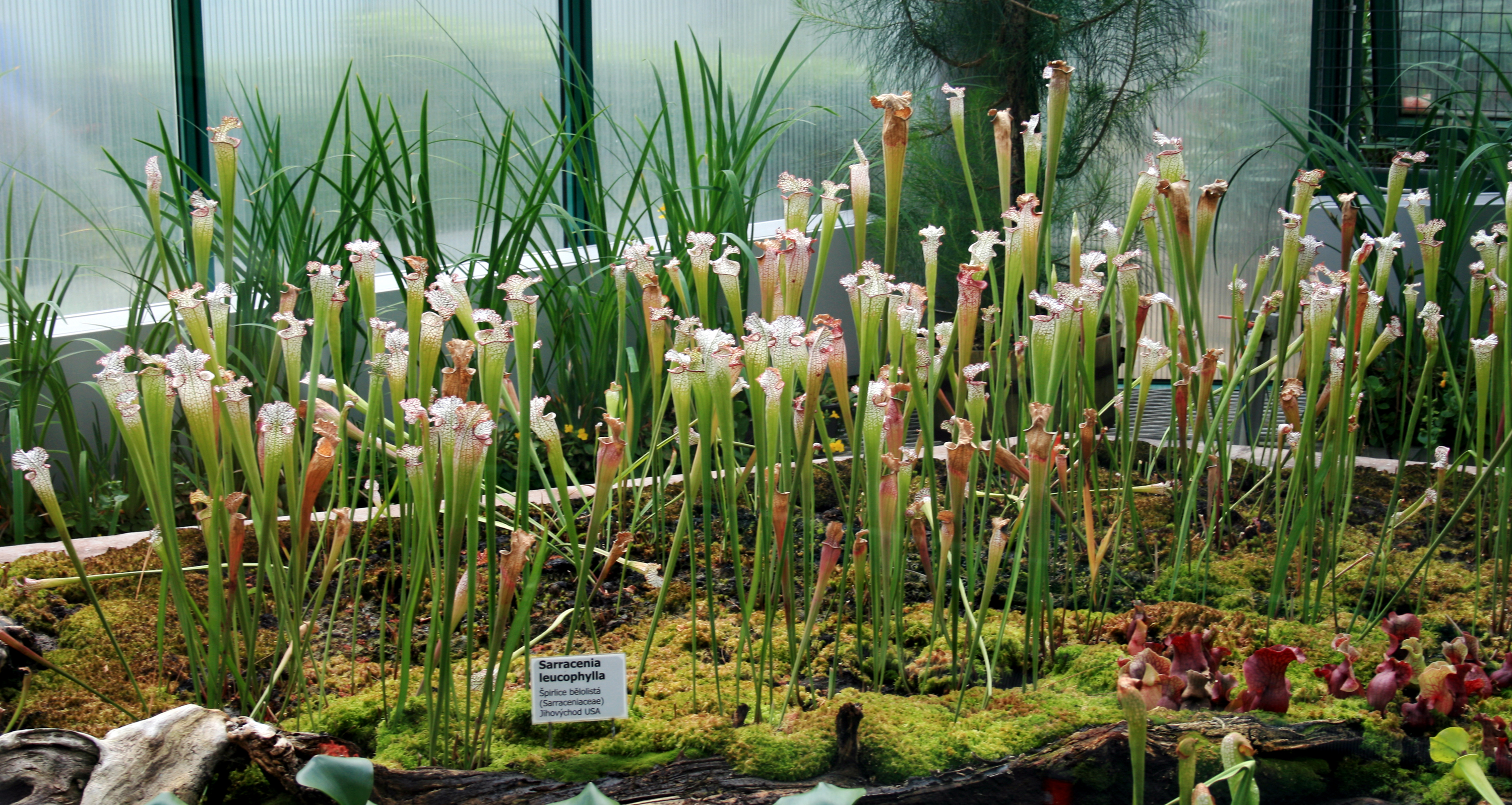
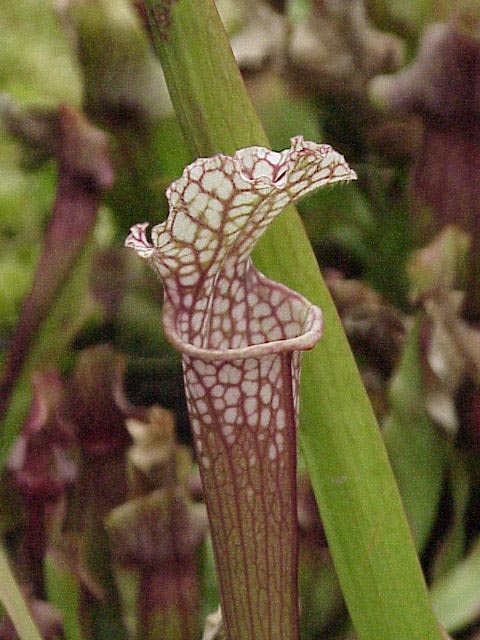
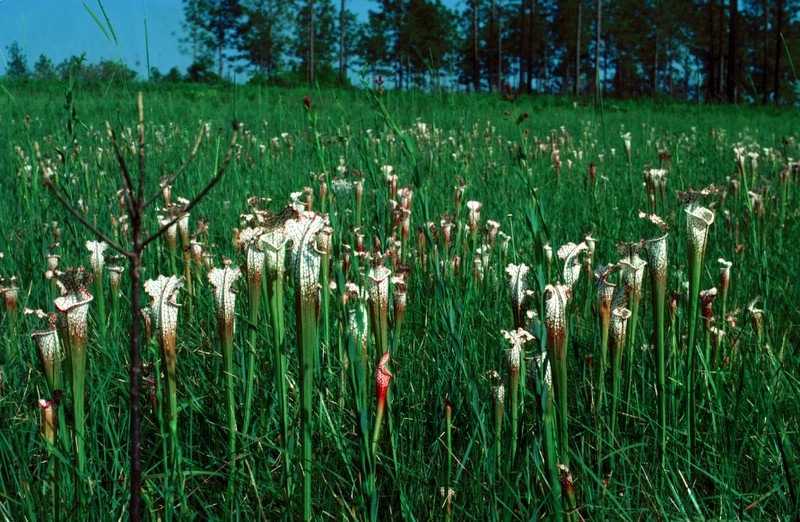
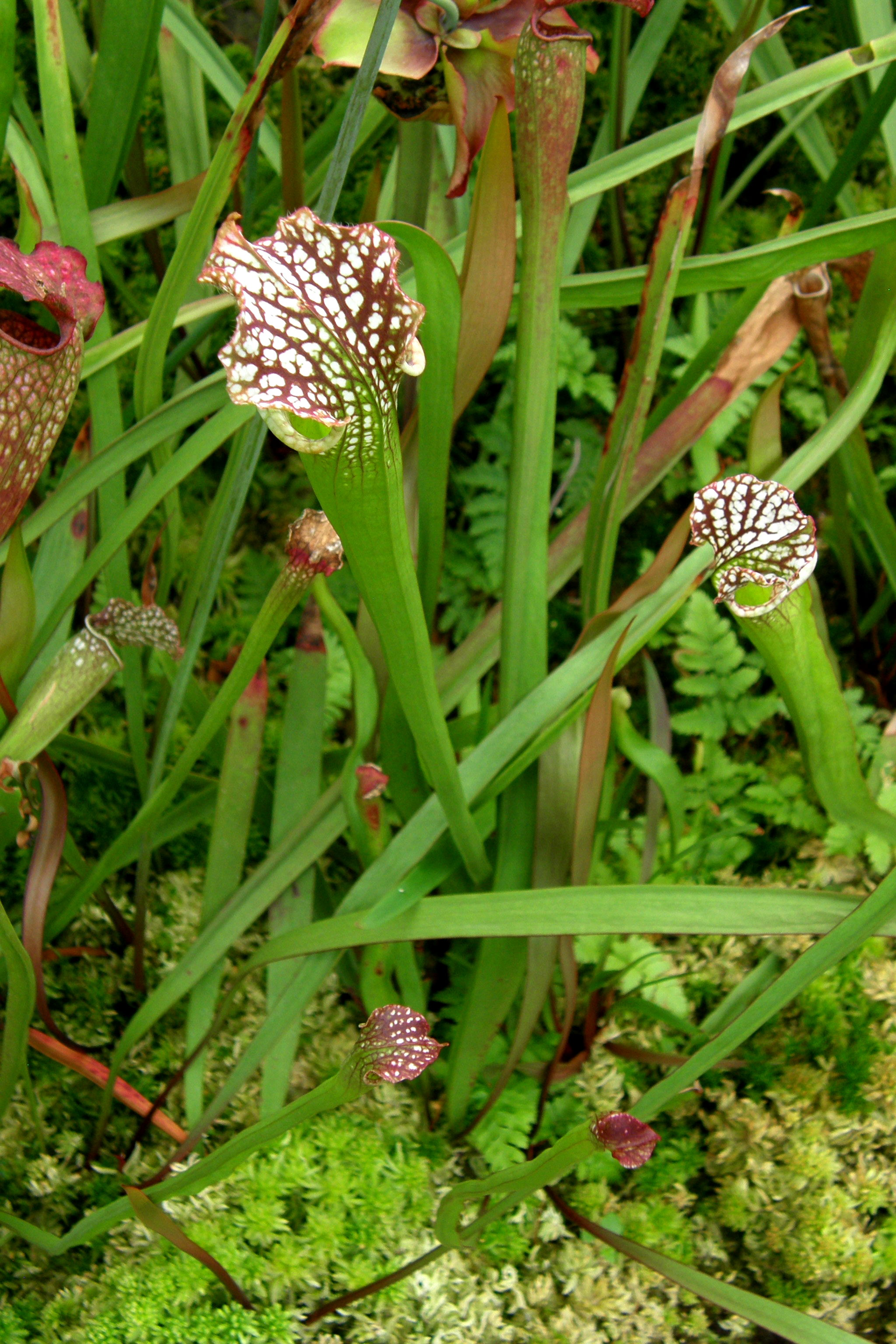
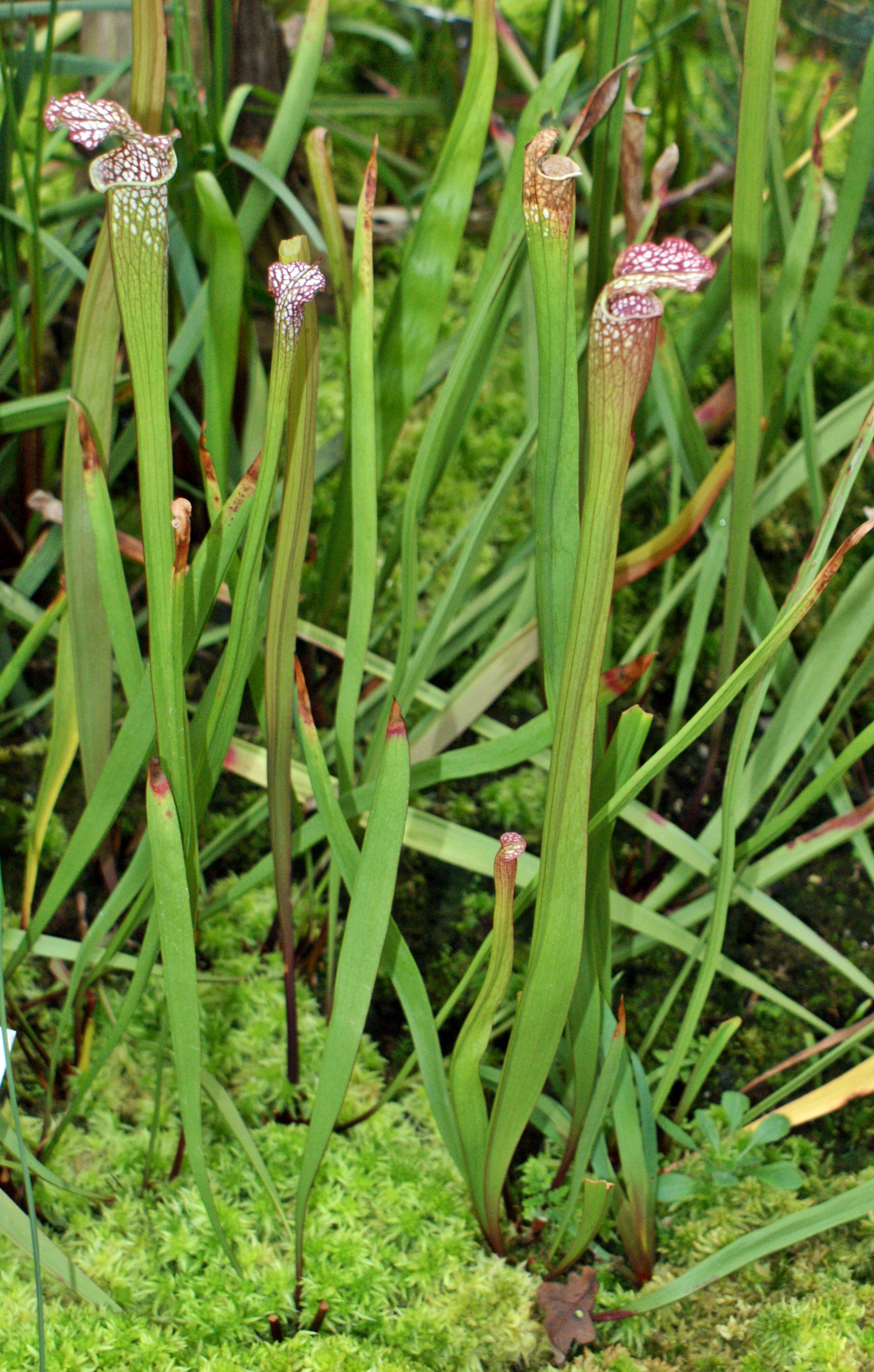
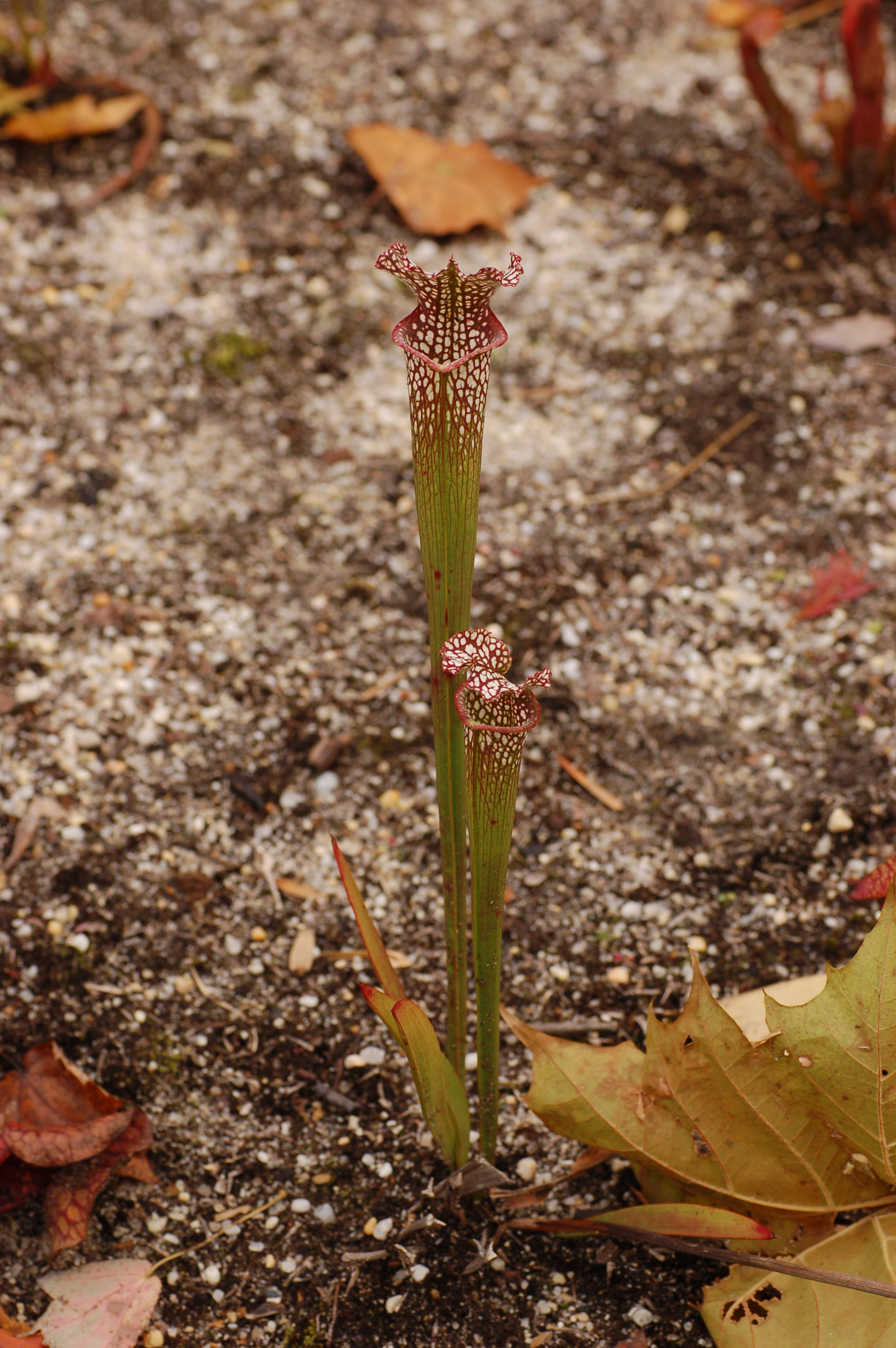